# 来安河
来安河是位于中華人民共和國安徽省滁州市来安县的一条小型河流，于安徽省来安县汊河镇汇入滁河。来安河有东、西二源。西源发源于明光市自来桥附近。东源发源自来安县北部山区。